# Claude-Ignace Laurent
Claude-Ignace Laurent (1761-1819) a été nommé évêque de Metz entre 1811 et 1815.

## Biographie
Il naît à Chaumont le 14 janvier 1761. Il fait ses études à Paris au séminaire des Trente-Trois. Il est ensuite quelque temps professeur.
Alors curé de Frétigny, il publie le 13 mai 1789 sous pseudonyme à Paris un  Essai sur réforme du clergé par un vicaire de campagne. Première partie. Du clergé séculier. Ce livre était destiné à éclairer les États Généraux sur la question de la réforme du Clergé.   Malgré l'accueil favorable que reçut alors son ouvrage dans les milieux révolutionnaires, il renonce à publier deux autres volumes qu'il avait prévu d'écrire, l'un consacré au clergé régulier, l'autre aux universités, collèges et séminaires.
L'abbé Augustin Barruel publie une critique de son ouvrage dans le numéro de juillet 1789 du Journal ecclésiastique, Laurent lui répond dans le numéro d'octobre, affirmant regretter les accusations contre le haut clergé qui sont présentes dans son ouvrage.
En 1791, toujours curé de Fretigny, il refuse de prêter serment et est remplacé peu après par un prêtre constitutionnel.
Il loge quelque temps au collège de Navarre. Il est arrêté le 30 août 1792 et conduit au séminaire Saint-Firmin. Il échappe aux massacres du 3 septembre 1792 en se cachant dans un grenier et est mis en sûreté par une patrouille de la garde nationale  de la section du Panthéon-Français.
Il s’exile ensuite en Espagne. Le 19 août 1794, il obtient de dix anciens prêtres du diocèse de Chartes alors en exil en Angleterre, une lettre qui atteste de ses positions antirévolutionnaires.
De retour en France, il enseigne quelque temps puis est nommé curé de la paroisse Saint-Leu à Paris vers 1802.
Le 21 octobre 1810, il est nommé pour remplacer Jean-Baptiste Duvoisin à l’évêché de Nantes, puis celui-ci restant sur Nantes, il est nommé le 5 janvier 1811 à l'évêché de Metz en remplacement de Gaspard-André Jauffret qui a été nommé archevêque d'Aix-en-Provence.
Il devient baron d'empire le 2 mars 1811.
Sa nomination n'ayant pas été reconnue par le pape Pie VII, à la Restauration Mgr Jauffret est rétabli dans son poste d'évêque de Metz et Laurent est muté à la cure de Sedan.
Pendant les Cent-Jours, il retourne à Paris pour tenter de recouvrer l’évêché de Metz. Il parvient ensuite à retourner dans sa paroisse de Saint-Leu.
Il est mort le 3 juillet 1819.